# Yoshinoya (bedrijf)
Yoshinoya (𠮷野家) is een Japanse multinationale fastfoodketen en de op een-na-grootste keten van gyudonrestaurants. Het bedrijf werd opgericht in 1899 door Eikichi Matsuda.

## Geschiedenis

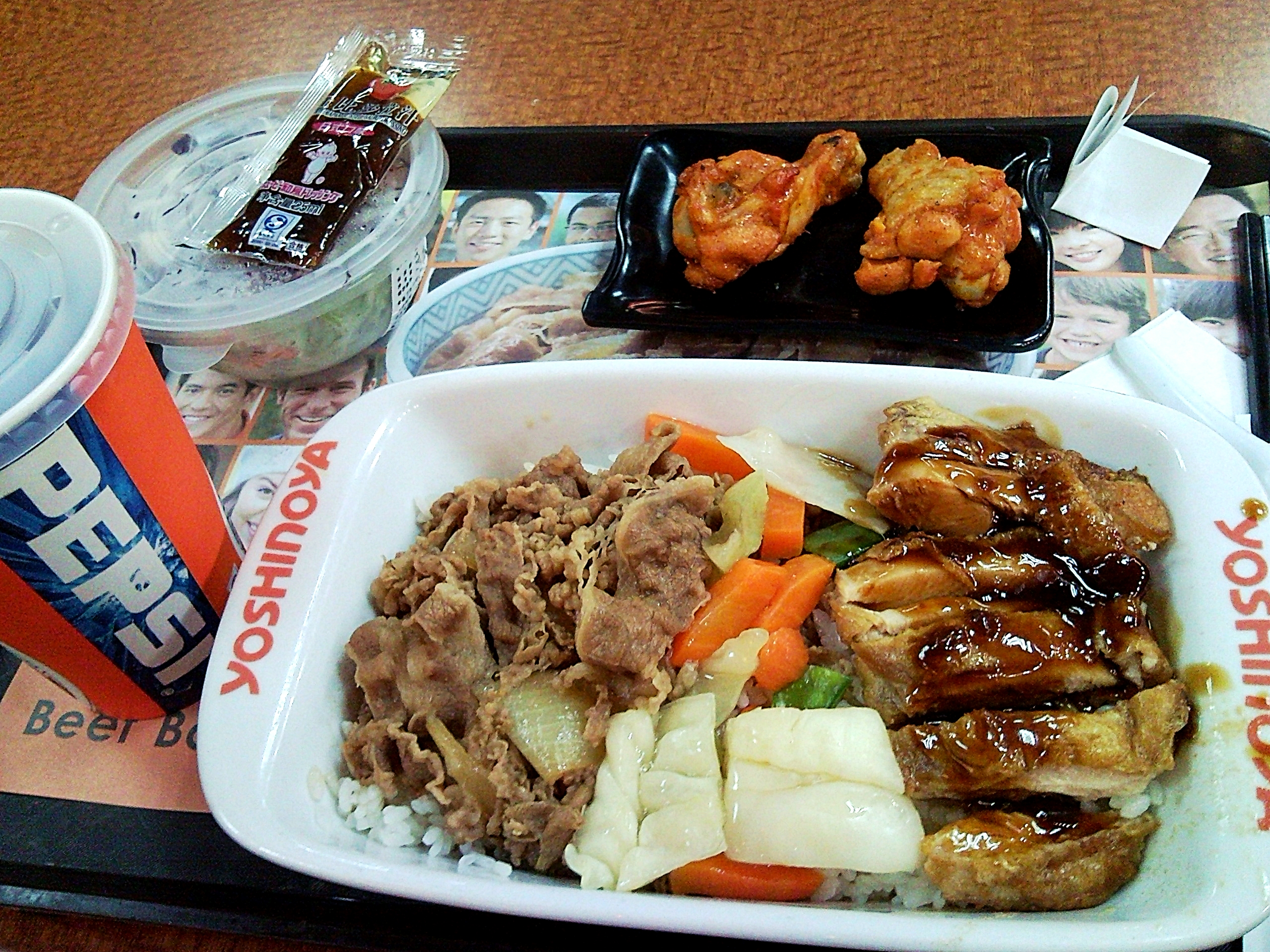
Een maaltijd in China.

Yoshinoya opende haar eerste filiaal in 1899 aan de vismarkt in Tokio. In 1952 werd de eerste 24 uurswinkel geopend en in 1968 startte de eerste franchise. Het breidde internationaal uit in 1975 in de Verenigde Staten. Begin jaren 2000 wist Yoshinoya een prijsoorlog uit te lokken door een kop rundersoep aan te bieden voor 280 yen (circa €2).
De keten bestaat anno 2021 uit 1107 restaurants. Deze zijn gevestigd in Japan, de Verenigde Staten, Hongkong, Cambodja, China, Indonesië, Maleisië, Filipijnen, Singapore, Taiwan en Thailand.